# Cmentarz wojenny nr 285 – Wojnicz
Cmentarz wojenny nr 285 – Wojnicz – zabytkowy cmentarz z I wojny światowej.
Zaprojektowany przez austriackiego architekta Roberta Motkę jako kwatera wojskowa na cmentarzu parafialnym w Wojniczu. Pochowano na nim 21 żołnierzy austro-węgierskich. Ma kształt wydłużonego prostokąta. Głównym elementem cmentarza jest kuty krzyż z tabliczką z niemieckim napisem "Vergänglische was Ihr grosses tut bleibt hunvergänlich" (Przemijające jest to, co czyni nas wielkimi. Lecz Wy pozostaniecie niezapomniani). Cmentarz jest bardzo dobrze zachowany.